# Mura (Angara)
Die Mura (russisch Мура) ist ein linker Nebenfluss der Angara in der  Oblast Irkutsk und in der Region Krasnojarsk in Südsibirien.
Die Mura entspringt 100 km nordwestlich von Bratsk. 
Sie durchfließt das Angaraplateau in einem tiefen Tal in überwiegend nordnordwestlicher Richtung und mündet 40 km westlich von Kodinsk in die Angara.
Die Mura hat eine Länge von 330 km. Sie entwässert ein Areal von 10.800 km². 79 km oberhalb der Mündung beträgt der mittlere Abfluss 25 m³/s.
Die Mura wird von der Schneeschmelze als auch von Niederschlägen gespeist.